# Sikirje
Sikirje (cyr. Сикирје) – wieś w Serbii, w okręgu pczyńskim, w mieście Vranje. W 2011 roku liczyła 103 mieszkańców.